# Noordelijke roodvoorhoofdketellapper
De noordelijke roodvoorhoofdketellapper (Pogoniulus uropygialis, synoniem Pogoniulus pusillus) is een vogel uit de familie Lybiidae (Afrikaanse baardvogels). 

## Verspreiding en leefgebied
Deze soort komt voor in oostelijk Afrika en telt twee ondersoorten:
- P. p. uropygialis: van Eritrea tot centraal Ethiopië en noordelijk Somalië.
- P. p. affinis: van zuidoostelijk Soedan tot zuidelijk Somalië zuidelijk tot Oeganda en Tanzania.

## Status
De grootte van de populatie is niet gekwantificeerd maar de soort wordt omschreven als algemeen in het grootste deel van zijn verspreidingsgebied. Op de Rode lijst van de IUCN heeft deze soort de status niet bedreigd.